# Џон Таварес
Џон Таварес (енгл. John Tavares; Мисисога, 20. септембар 1990) професионални је канадски хокејаш на леду који игра на позицији централног нападача.
Тавареса је као првог пика у првој рунди улазног НХЛ драфта који је 2009. одржан у Монтреалу одабрала екипа Њујорк ајландерса. Две недеље након драфта потписао је и трогодишњи професионални уговор са њујоршким тимом. Свој први професионални погодак у НХЛ лиги забележио је већ у првој утакмици против Пенгвинса играној 3. октобра. Дебитантску НХЛ сезону окончао је са 54 индексна поена (20 голова и 34 асистенције), што му је донело другу позицију на листи најуспешнијих дебитаната те сезоне, одмах после његовог сународника Мета Душена.
На утакмици против Флорида пантерса играној 23. октобра 2010. постигао је свој први хет-трик у каријери. У септембру 2011. продужио јеуговор са клубом на још 6 сезона, у вредности од 33 милиона америчких долара. За време трајања локаута у првом делу сезоне 2012/13. наступао је за швајцарски Берн у НЛА лиги. У септембру 2013. постављен је на место 14. по реду капитена екипе Ајландерса
Двоструки је јуниорски светски првак (2008. и 2009) са јуниорском репрезентацијом Канаде, док је за сениорски тим дебитовао на Светском првенству 2010. у Немачкој. Са укупно 7 погодака на 7 одиграних утакмица на том првенству био је најуспешнији стрелац. Како је крајем 2012. играо у Швајцарској уврштен је у састав Тима Канаде на турниру за Шпенглеров трофеј 2012. где су Канађани освојили прво место. Највећи успех у каријери постигао је на Зимским олимпијским играма у Сочију 2014. године где су Канађани освојили златну медаљу. Током четвртфиналне утакмице са Летонијом доживео је тешку повреду колена због које је пропустио остатак сезоне.